# Acanthodasys fibrosus
Acanthodasys fibrosus is een buikharige uit de familie Thaumastodermatidae. Het dier komt uit het geslacht Acanthodasys. Acanthodasys fibrosus werd in 2004 voor het eerst wetenschappelijk beschreven door Clausen. 